# Roger M. Enoka
Roger M. Enoka je profesor in nekdanji predstojnik oddelka za integrativno fiziologijo na Univerzi Colorado v Boulderju.  Je tudi direktor laboratorija za nevrofiziologijo gibanja. 